# 882-й стрелковый полк
882-й стрелковый полк 290-й стрелковой дивизии — воинская часть Вооружённых Сил СССР в Великой Отечественной войне.

## История
11 декабря 1941 года 1-я стрелковая рота 882-го стрелкового полка наступала и отбила у немцев д. Волково, Тульской области.
В 1942 году:
Командир полка: майор Стефаненко
Военком полка: батальонный комиссар Соколов
Нач. штаба: ст. лейтенант Анисимов
Командир 1-й стрелковой роты: младший политрук Устинов Семён Павлович.
В 1943 году:
882-й стрелковый полк участвовал в боях по обороне г. Брянск, Орловской обл. и в освобождении населённых пунктов Смоленской обл.
Только 2-й ротой 882-го стрелкового полка за период с августа 1942 по апрель 1943 подтверждено уничтожение 382 немецких оккупантов.
Командир полка: подполковник Стефаненко
Нач. штаба: майор Анисимов
Командир 2-й стрелковой роты: капитан Устинов Семён Павлович.

## Полное наименование полка
882-й стрелковый Краснознамённый орденов Кутузова и Александра Невского полк.

## Командиры
- П. А. Фортунатов, подполковник[1]
- С. И. Сливин, майор[1]
- Ф. М. Стефаненко, подполковник (погиб 15.10.1944)[1]
- И. Д. Чернов, подполковник[1]